# 中国现代文学馆

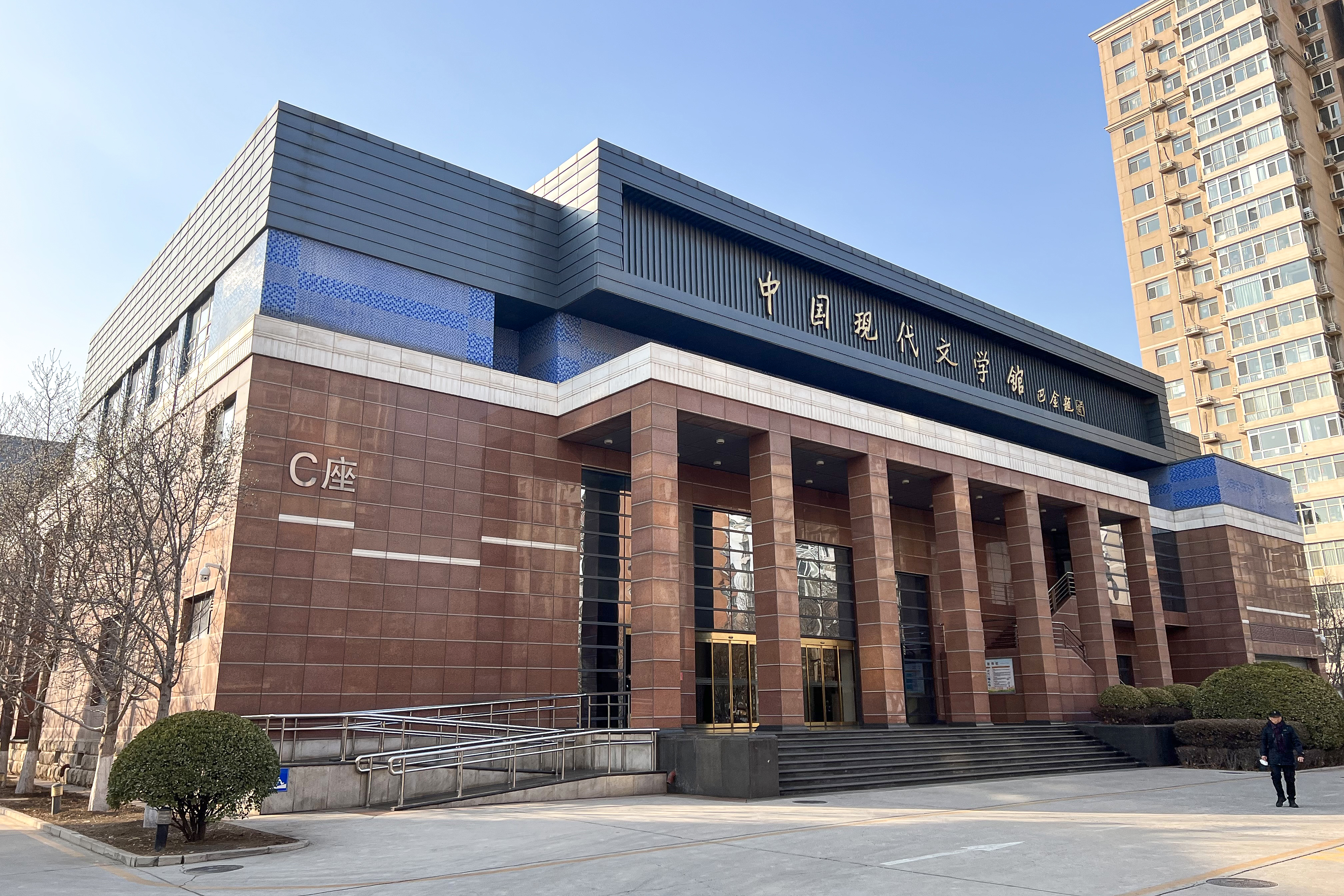
C座，馆名由巴金题写

中国现代文学馆（英語：National Museum of Modern Chinese Literature）位于中国北京市朝阳区芍药居文学馆路45号，是中华人民共和国国家级现代文学博物馆，是中国第一座文学博物馆，建成后也是当时世界上最大的文学博物馆。该馆展示中国现代至当代文学发展史以及其中重要的作家与文学流派的成就。中国现代文学馆隶属中国作家协会。

## 历史
该馆建立于1985年1月5日，馆址位于万寿寺行宫院。该馆由巴金于1981年2月14日在为香港《文汇报》写作的《创作回忆录》之十一《 关于“寒夜”》以及《创作回忆录·后记》中首倡建立。
2000年5月23日，位于芍药居的新馆开馆，馆名由时任中共中央总书记、中国国家主席江泽民题写。2010年，C座扩建完毕。

## 历任馆长
1. 杨犁（1985年—1991年）
2. 李准（1991年—2000年）
3. 舒乙（2000年—2004年）
4. 陈建功（2004年—2013年）
5. 吴义勤（2013年—2016年）
6. 李敬泽（2016年—）